# Axel van der Tuuk
Axel van der Tuuk, né le 25 mai 2001 à Assen, est un coureur cycliste néerlandais. Il évolue au sein de l'équipe Metec-Solarwatt-Mantel.
Son grand frère Danny est également coureur cycliste,. 

## Palmarès et résultats

### Par année
- 2018
  -  Champion des Pays-Bas du contre-la-montre juniors
  - Grand Prix E3 juniors
  - 1re étape du Tour du Pays de Vaud (contre-la-montre par équipes)
  - 1re étape de la Ronde des vallées
  - 2e de la Guido Reybrouck Classic
- 2019
  -  Champion des Pays-Bas sur route juniors
  - Tour du Condroz
  - 2e étape de la Ronde des vallées
  - 3e du Grand Prix E3 juniors
- 2021
  - Circuit de Bedum
- 2022
  -  Champion des Pays-Bas du contre-la-montre espoirs[3]
  - Ronde van Ureterp
  - Prologue du Tour de l'Avenir (contre-la-montre par équipes)
- 2023
  - Ronde van Noordeloos
  - 3e étape (a) du Flanders Tomorrow Tour (contre-la-montre)
  - 3e du championnat des Pays-Bas du contre-la-montre espoirs
  - 3e du Flanders Tomorrow Tour
  - 8e du championnat d'Europe du contre-la-montre espoirs
- 2024
  - Rondom de Bult van Usquert
  - Ronde van Noordeloos
  - 3e du Tour du Loir-et-Cher
  - 3e de la Heusden Koers
- 2025
  - 4e étape de l'Olympia's Tour (Ster van Zwolle)
  - Koningsronde van Beilen
  - Rondom de Bult
  - 3e de l'Olympia's Tour
  - 3e du championnat des Pays-Bas du contre-la-montre

### Classements mondiaux
| Année                                 | 2022  | 2023  | 2024 |
| ------------------------------------- | ----- | ----- | ---- |
| Classement mondial                    | 1305e | 1249e | 767e |
| UCI Europe Tour                       | 905e  | nc    | nc   |
|                                       |       |       |      |
| Légende : nc = non classéSource : UCI |       |       |      |